# Projet BENISI
Le projet BENISI (Building a European Network of Incubators for Social Innovation), lancé à Vienne le 15 octobre 2013, est un projet financé et soutenu par la Commission européenne dans le cadre du programme FP7. Son but est de créer à travers l’Europe entière un réseau d’incubateurs qui permette l'identification, la mise à grande échelle et l'analyse d’innovations sociétales, et de les diffuser à travers l’Europe.

## Qu'est-ce que l'innovation sociale?
Les innovations sociales sont généralement définies comme des nouvelles idées (que ce soit des nouvelles stratégies, produits, services, etc.) qui à la fois répondent à des besoins sociaux et sociétaux et créent de nouvelles relations et collaborations sociales. En d'autres termes, ce sont des innovations qui sont bénéfiques pour la société, et renforcent la capacité de cette dernière à agir et développer ce type de progrès et améliorations sociaux. (BEPA report) Dans la plupart des cas, l'innovation sociale assure :
- l'identification de besoins sociaux nouveaux/insatisfaits/mal satisfaits ;
- le développement de nouvelles solutions en réponse à ces besoins sociaux (trouver des idées, les soumettre à un brainstorming, développer des prototypes, les mettre en œuvre ;
- l'évaluation de l'efficacité des nouvelles solutions proposées ;
- l'expansion des innovations sociales efficaces.

Ces innovations se concentrent principalement sur 6 aspects de la société : l'environnement (eau, changements climatiques, énergie, etc.), la population (migrations, vieillissement…), la pauvreté, la santé et le bien-être, l'éthique (commerce équitable) et la diversité et intégration au sein des communautés à travers les médias sociaux.
Un autre but de l’innovation social est de responsabiliser la population au niveau local, et de leur fournir les outils pour inventer ensemble des solutions aux problèmes économiques et sociaux.

## Le projet

### BENISI
BENISI est un consortium trans-européen qui s'emploie à trouver des innovations sociales – que ce soit dans le domaine public, privé, d'entreprises sociales ou dans les secteurs coopératifs – qui auront un impact bénéfique sur la société. Le projet vise aussi à rendre  ces nouvelles idées réalisables à grande échelle et les répandre à travers l'Europe grâce à un réseau d'incubateurs qui a été créé pour ce faire.
BENISI cherche à accroître les capacités d'innovation des innovateurs sociaux, à soutenir les innovations sociales localement fructueuses aussi modestes soient-elles, à prouver l'importance des réseaux d'incubateurs pour l'accroissement des innovations, et à tester les processus d'incubations sociales afin de montrer ce qui fonctionne et comment à travers l'Europe. Ils aspirent à identifier au moins 300 innovations sociales prometteuses durant les trois années à venir.
Du fait qu’il s’agit d’un projet européen, cinq pôles géographiques ont été établis, créant eux-mêmes leurs propres réseaux d’incubateur ; BENISI est en ce sens un réseau de réseaux :
- Pôle 1, dirigé par Impact Hub Amsterdam : Belgique, France, Luxembourg, Pays-Bas, Suisse ;
- Pôle 2, dirigé par Impact Hub Stockholm : Danemark, Estonie, Finlande, Allemagne, Lettonie, Lituanie, Suède, Norvège ;
- Pôle 3, dirigé par le Impact Hub Milan : Italie, Grèce, Espagne, Portugal, Chypre, Malte ;
- Pôle 4, dirigé par Impact Hub Bucarest : Autriche, République tchèque, Hongrie, Pologne, Slovaquie, Slovénie, Bulgarie, Roumanie, Croatie ;
- Pôle 5, dirigé par Impact Hub Kings Cross : Royaume-Uni, Irlande.

L’étendue des réseaux est l’un des points principaux de l’objectif stratégique ; il est supposé assurer une large portée géographique au projet, pour faire en sorte que les innovations et idées se diffusent au maximum. De plus, les experts impliqués dans le programme (experts en entrepreneuriat social, tendances sociétales, politique publique et problèmes d’innovations) assurent la qualité des services et de la communication.

### Comment BENISI agit concrètement
Les partenaires de BENISI tentent de créer un réseau d’incubateurs en Europe, et ont structuré le projet selon quatre axes principaux :
- Le développement de nouvelles infrastructures pour le partage des connaissances, basées sur cinq pôles géographiques ;
- L’accès à différents types d’innovations sociales ;
- Un cadre flexible pour les différents types de changement d’échelle ;
- Une structure de réseau ouvert, permettant à divers intervenants de participer.

BENISI offre différentes stratégies pour la mise à grande échelle des innovations et entreprises sociales:
Stratégie 1 : Renforcement des Capacités : Les innovations sociales qui nécessitent un support pour le développement d’un business model et d’un plan d'affaires adaptés, afin de puiser dans les finances ou de d’obtenir le lien nécessaire avec les autorités publiques pour développer une PPP, pourront bénéficier de cette première approche.
De cette manière elles seront capables d’obtenir un coaching pour des conseils juridiques et de gestion, grâce à l’un des pôles définis par le consortium.
Cette stratégie concerne particulièrement les entreprises qui veulent s’agrandir au sein de leur pays.
Stratégie 2 : Ramification : Les innovations sociales, pour lesquelles une adaptation sociale est nécessaire, mais qui pourraient bénéficier de partenariats ayant des accomplissements réels et fructueux à propos de l’innovation sociale, pourront bénéficier de la troisième stratégie. Avec cette stratégie, les innovations sociales peuvent explorer différentes options pour développer des accords légaux afin de maîtriser les différents degrés de coopération et explorer les méthodes pour adapter les modèles de franchise trouvés dans le secteur privé.
Stratégie 3 : Dissémination du savoir : Mise à grande échelle en utilisant l’expérience, le savoir et le savoir-faire d’une innovation sociale fructueuse en l’appliquant à un nouveau contexte et une nouvelle équipe. Cela inclut le support pour les individus et groupes cherchant à amener des innovations à petite échelle vers une nouvelle localité, ou des autorités publiques et autres qui ont un domaine d’action défini.
Stratégie 4 : Création de nouveaux sites : Cette approche – basée sur le réseau créé par ce projet et sur le transfert d’informations entre les différents pôles – permet aux innovations sociales, qui sont déjà fructueuses dans un pays particulier, d'élargir leur portée à d’autres pays ou développer des initiatives similaires dans d’autres pays. Avec cette stratégie, une organisation ou un individu – établi(e) dans un pays – pourra obtenir le support qualifié d’un des centres établis ailleurs en Europe, ainsi qu’explorer les opportunités pour puiser dans les schémas financiers locaux et dans les contacts publics.

## Partenaires

### i-propeller (coordinateur)
I-propeller  est une entreprise de coaching et consulting qui vise à promouvoir les innovations et entreprises sociales, à coacher les (petits) businesses et les aider à trouver des stratégies pour les agrandir ou développer certains domaines potentiels. Son équipe est composée de membres actifs et motivés, d’origine sociale, géographique, linguistique, etc. variée. 
En tant que coordinateur de BENISI, i-propeller travaille sur la gestion et administration du projet. Ils assurent une bonne coordination entre les réseaux. FP7 [S4D and SELUSI, seforis projects].
+ OKSIGEN LAB

### Impact Hub Network
Impact Hub GmbH est un réseau mondial d’espace réunissant des entrepreneurs sociaux, des ONG, et des leaders de communautés des cinq continents. À la fois innovation lab, business incubator et centre communautaire, ils tentent de créer l’environnement parfait, fournir les outils et les relations entre les membres et les collaborateurs, afin de développer de nouvelles idées sociales et d’avoir un réel impact sur la société.
Impact Hub est présent dans de nombreuses villes en Europe (Belgique, Suède, Espagne, Autriche, UK, etc.). Six de ses « subdivisions » participent au projet BENISI : Impact Hub Vienna, Impact Hub Kings Cross, Impact Hub Stockholm, Impact Hub Bucarest, Impact Hub Amsterdam et Impact Hub Milan.
Ce partenaire est responsable de la coordination entre les différents pôles du projet. Il joue aussi un rôle important dans la dissémination des informations à propos du projet et de ses activités et d’assurer la collaboration entre les membres du SIAN et les pôles locaux.

### DIESIS Coop
Depuis 1997, DIESIS  soutient le développement de l’économie sociale en Europe grâce à la mise en œuvre d’activités fondées sur le savoir, comme l’entraînement, la conception de projets, des services de consultances et conseils, l’assistance technique et la recherche.
DIESIS donne au consortium l’accès au secteur de l’économie sociale et ses acteurs, et apportera son expérience accumulée à travers d’une variété de projets. DIESIS dirige le soutien pour les étapes du changement d’échelle des entreprises et innovations – renforcement des capacités, ramifications, dissémination du savoir et création de nouveaux sites.

### EURADA
Depuis sa création en 1991, EURADA, EURopean Association of Development Agencies , gère un réseau d’environ 130 agences de développement régional en Europe. On retrouve parmi les membres d’EURADA des autorités publiques locales et régionales, des centres de business innovation et des organisations promouvant le développement local.
Pour le projet BENISI, EURADA sera responsable pour la dissémination et communication internes et externes des informations. Ils auront aussi un rôle dans l’identification et le changement d’échelle des innovations sociales dans le secteur public.

### Fondazione Cariplo
La Fondation Cariplo s’est donné la mission d’améliorer le bien public, en soutenant les projets de bénéfices publiques qui identifient les problèmes émergents, proposent des solutions aux besoins déjà ancrés et diffusent les accomplissements fructueux.

### PEFONDES
PEFONDES, le Pôle Européen des FONDations de l’Économie Sociale, est une association internationale sans but lucratif qui a été fondée en 1999. Sa mission est de développer de nouvelles opportunités synergiques ‘sans-frontières’ pour promouvoir l’innovation sociale, une citoyenneté active et l’entrepreneuriat social auprès des jeunes en Europe et dans la zone euro-méditerranéenne.
PEFONDES et la Fondazione Cariplo ont tous deux un rôle spécifique dans le consortium : aider les innovations sociales sélectionnées à se mettre en contact avec d’autres fondations qui pourront soutenir leur changement d’échelle.

## SIAN
Le SIAN (Social Innovation Ambassadors Network) est un réseau d’ambassadeurs de l’innovation sociale vise à identifier, promouvoir et augmenter l’échelle des initiatives d’innovation sociale, en réunissant compétence, ressources et capacités à travers ses membres et le consortium entier de BENISI. Coordonné par les partenaires de BENISI, ce réseau réunit des organisations particulièrement intéressées par l’innovation sociale, provenant de secteurs variés et ayant une large portée géographique.
Les ambassadeurs d’innovation sociales peuvent être : des organisations principales ou des individus capables d’avoir un impact sur la société et qui peuvent agir comme catalyseurs des activités de mise à grande échelle du projet BENISI, en mettant leurs capacités, compétences et connexions à la disposition du consortium.
Un prix annuel soulignera les exemples les plus intéressants d’innovations sociales en Europe, leur procurera la publicité nécessaire et peut-être même un financement.
L'existence du SIAN favorisera la collaboration permanente entre ses membres. 
Qu’est-ce qu’implique être membre du SIAN :
- Se rencontrer annuellement dans l’un des emplacements du projet (au total, il y aura 3 réunion pendant la durée du projet) ;
- Avoir l’opportunité de développer des projets spin-off qui contribuent à atteindre les objectifs du projet, en partenariat avec les membres du consortium et autres membres du SIAN ;
- Aider à identifier et se prendre contact localement avec des innovations sociales ;
- Aider à mettre à grande échelle les innovations sociales locales identifiées
- Promouvoir les objectifs du projet BENISI par la diffusion d’information, la recherche et autres activités qui ont la capacité d’augmenter l’impact du projet.

## Avec le support de la Commission Européenne
La Commission européenne finance le projet BENISI pendant les 3 ans de sa durée, étant donné que c'est une initiative à portée européenne, qui a été mise en place dans le but d'améliorer la qualité de vie en société.

## Vienne
Les 14 et 15 octobre 2013, s'est déroulé le lancement officiel de BENISI et du SIAN au MAK, musée autrichien des arts appliqués et d’art contemporain. Près de 300 personnes sont venues assister à cet événement de portée européenne.

## SELUSI
SELUSI, 'Social Enterprise and Social Business Innovation in Europe’, est un projet de recherche de la Commission Européenne, qui a créé un panel de données sur les entreprises sociales dans cinq pays de l’Union Européenne. Il a reçu le support de la Commission Européenne pour la période entre 2013 et 2018 dans le programme FP7. SELUSI est un partenariat entre la London School of Economics, la IESE Business School de Barcelone, l’Université Catholique de Louvain, SITE de la Stockholm School of Economics, Harvard Business School, i-propeller, NESst, Impact Hub Network et le Global Institute.
Une première recherche systématique et méticuleuse a déjà révélé plus de 550 entreprises en Europe. La database offre un regard unique sur le phénomène des entreprises sociales à travers l’Europe et le temps. Les entreprises sociales s’avèrent être plus active quand il s’agit de lancer de nouveaux produits ou services que les entreprises ordinaires. Cela fait d’elles de très riches sources d’idées pour les innovations engagées socialement ou durables.
Le projet met l’accent sur les perspectives économiques, comportementales et de gestion avec des méthodologies empiriques, théoriques et expérimentales. SELUSI s’appuie sur deux piliers distincts mais synergétiques. Le premier vise à approfondir notre compréhension de l’émergence des initiatives sociales en Europe, en étudiant le phénomène sous plusieurs angles. L’autre pilier s’efforce de comprendre les innovations d’open service, en explorant la possibilité de lier les entrepreneurs sociaux émergeant en les utilisant comme leaders, avec les corporations de projets d’open innovation axées sur la création de nouveaux concepts de services.